# Markus Hellwich
Markus Hellwich (* 31. Januar 1967 in Lübeck; † 15. August 2016) war ein deutscher Basketballfunktionär.

## Leben
Hellwich kam 1984 beim TSV Travemünde zum Basketballsport, nachdem er zuvor im selben Verein seit 1980 Tischtennis gespielt hatte. Von 1984 bis 1994 war er Mitglied des Schiedsrichterausschusses des Basketball-Verbandes Schleswig-Holstein (BVSH) und war als Ansetzer im damaligen Bezirk Süd/Ost für die Zuteilung der Schiedsrichtergespanne auf die Spiele zuständig. Ab 1994 leitete er beim BVSH den Bereich Sportorganisation, 1998 wurde er zum BVSH-Vorsitzenden gewählt. Im Februar 2005 übernahm der beruflich als Groß- und Außenhandelskaufmann tätige Hellwich zusätzlich das Präsidentenamt beim TSV Travemünde.
Im Juni 2008 erhielt er die Goldene Ehrenplakette des Landessportverbandes Schleswig-Holstein sowie „in Anerkennung der Verdienste um die Entwicklung des Basketballsports in der Bundesrepublik Deutschland“ die Silberne Ehrennadel des Deutschen Basketball-Bundes (DBB), im Mai 2010 wurden ihm die Goldene Ehrennadel des BVSH sowie vom Deutschen Basketball-Bund die Ehrennadel in Gold verliehen.
Auf politischer Ebene engagierte sich der parteilose Hellwich unter anderem im Ortsrat von Travemünde, dessen Vorsitzender er ab Februar 2009 war. Im April 2012 trat er aus zeitlichen Gründen von diesem Amt zurück.
Hellwich blieb bis 2010 Vorsitzender des Basketball-Verbandes Schleswig-Holstein. 2011 wurde ihm seitens des TSV Travemünde die Silberne Ehrennadel zuteil. Im Mai 2011 wurde er zum Ehrenpräsidenten des Basketball-Verbandes Schleswig-Holstein ernannt.
Der an einer Nierenkrankheit leidende Hellwich starb am 15. August 2016 im Alter von 49 Jahren.